# Vanemuine

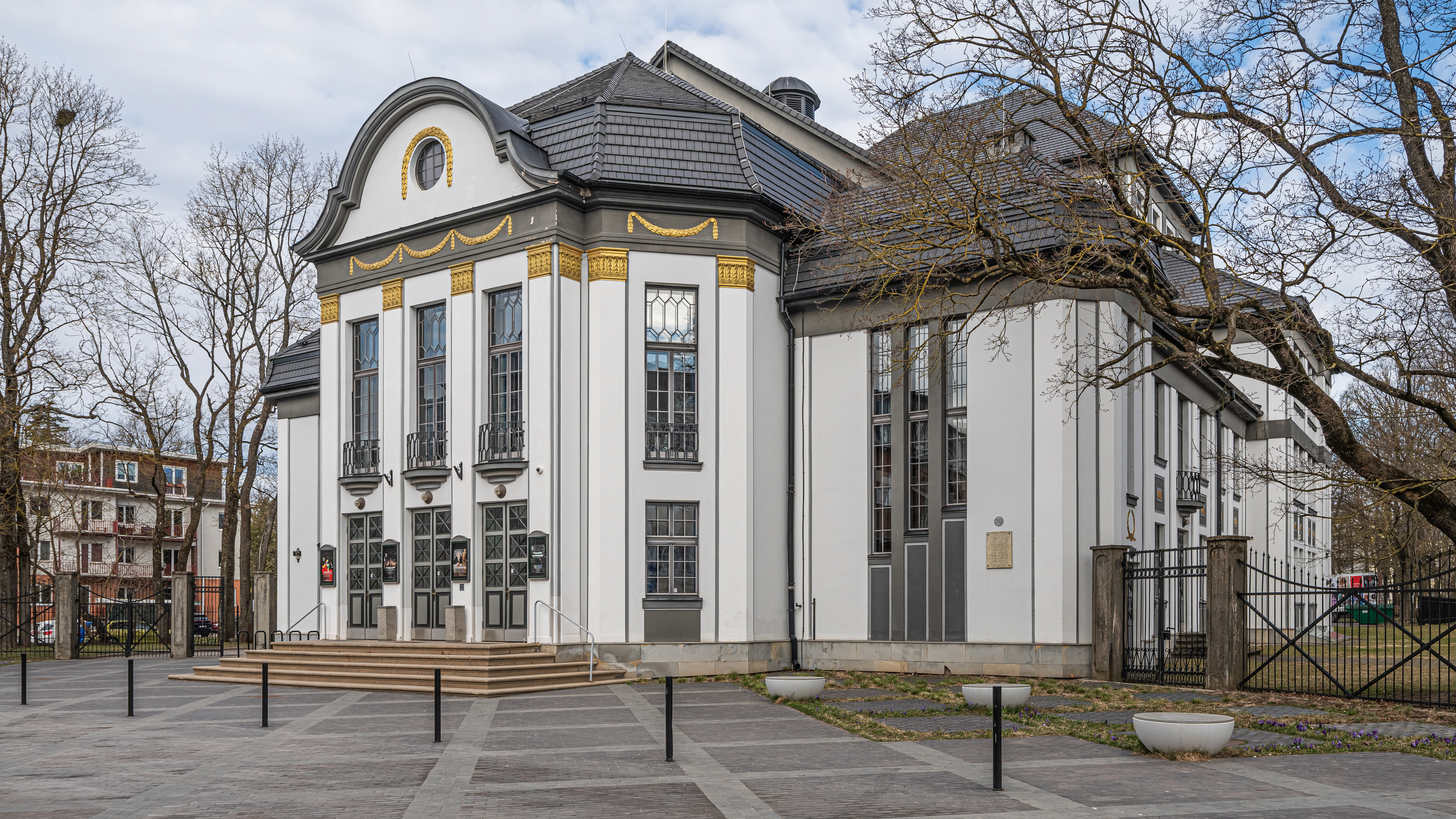
Vanemuines "Lilla huset", tidigare Deutsches Theater.

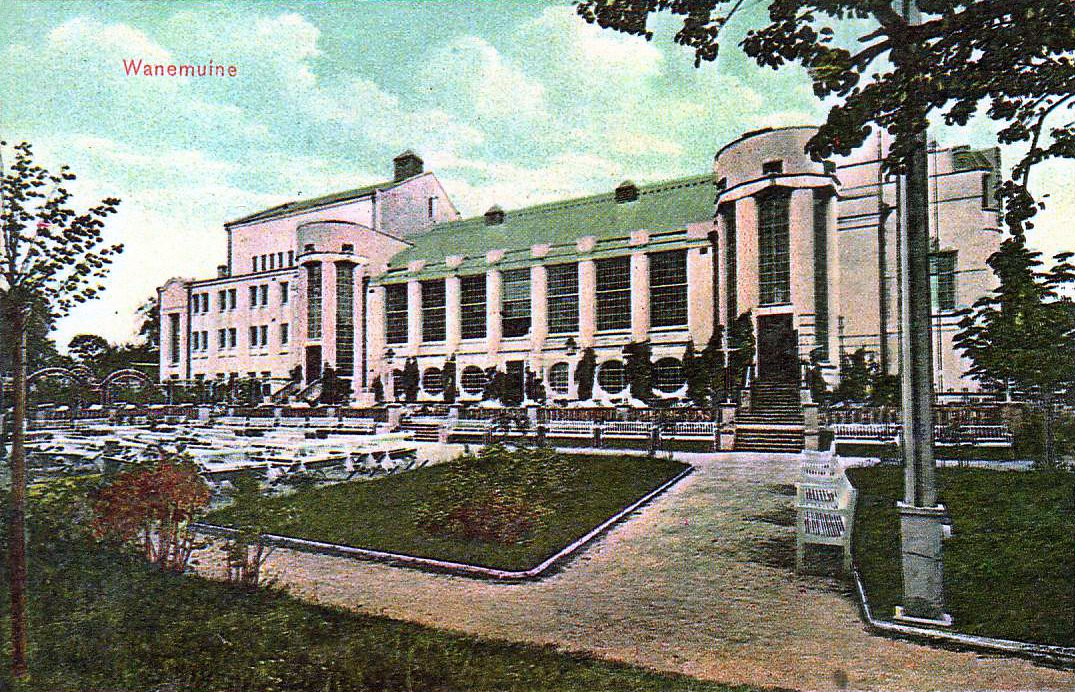
Vanemuine omkring 1910.

Vanemuine (ungefär "de äldstas [teater]") är en teater i Tartu i Estland.
Vanemuine var den första teatern, som uppförde skådespel på estniska. Den grundades av Vanemuinesällskapet i juni 1865, efter idéer av Johann Voldemar Jannsen. Vanemuinesällskapet organiserade 1870 Estlands första sångfestival, och i juni 1870  spelades pjäsen  Kusinen från Saaremaa av Lydia Koidula, som markerade början för en nationell estnisk teater och för själva Vanemuineteatern.
Teatern fanns i början i en byggnad vid Jaamagatan, vilken brann ned 1903. En ny byggnad vid Aiagatan, ritad av den finländske arkitekten Armas Lindgren, invigdes 1906. År 1944 brann byggnaden ned under Slaget om Tartu, varefter teatern flyttade till Tartus tyska teaters byggnad. Denna ingår nu som en del av Vanemuine under namnet "Lilla huset". 
På tomten vid Aiagatan, som numera heter Vanemuinegatan, står idag en byggnad från 1967, med namnet "Stora huset" och med en sal med 682 sittplatser. "Lilla huset" brann ned 1978, men återuppbyggdes 1991. "Stora huset" renoverades 2012.  Ett konserthus  med 842 sittplatser öppnades 1970.
Vanemuineteatern är också hemmalokal för ett balettkompani. 